# Wieczny pielgrzym
Wieczny pielgrzym – album kompilacyjny polskiego zespołu Daab, wydany w 2007 przez wytwórnię Euro Muzyka / A.A.MTJ w serii „Platynowe Przeboje”.

## Lista utworów
Źródło
1. „Fryzjer na plaży”
2. „Nie wolno”
3. „Papierowy świat”
4. „Serce jak ogień”
5. „W poszukiwaniu”
6. „Do plastićka”
7. „W zakamarkach naszych dusz”
8. „Przed nimi wielka przestrzeń”
9. „Obok siebie”
10. „Niech śmierć ustąpi przed życiem”
11. „Przesłanie z daleka”
12. „Wieczny pielgrzym”